# GSM 1800
GSM 1800 (nazywany także Digital Communication System (DCS), lub DCS 1800) – standard GSM, w którym transmisja mowy i danych może odbywać się w paśmie częstotliwości 1710 – 1880 MHz.
Jest on drugim, po GSM 900 najbardziej rozpowszechnionym standardem GSM na świecie. Obecnie używany jest w większości państw europejskich, azjatyckich, afrykańskich, w Australii i Oceanii oraz w niektórych krajach
Ameryki Południowej i Środkowej.

## Historia powstania i rozwój standardu
W roku 1990 European Telecommunications Standards Institute, na bazie specyfikacji GSM 900 phase 1 rozpoczął pracę nad standardem telefonii komórkowej działającej w zakresie częstotliwości około 1800 MHz. Otrzymał on nazwę DCS 1800. W 1993 roku dwie pierwsze sieci działające w tym standardzie należące do operatorów Mercury One-2-One (obecnie należącego do brytyjskiego oddziału T-mobile) i Hutchison Orange zostały uruchomione w Wielkiej Brytanii.
W 1997 roku nastąpiła zmiana nazwy na GSM 1800, obecnie rozwojem standardu zajmuje się instytut standaryzacyjny 3GPP.

## Aspekty techniczne
Sieć szkieletowa (ang. Core Network) i usługi oferowane w GSM są niezależne od standardu na którym oparto budowę sieci (aby zapoznać się z architekturą i możliwościami sieci GSM, przeczytaj artykuł GSM).
To co wyróżnia poszczególne standardy, to rozwiązania stosowane w sieci radiowej (ang. Radio Access Network).

### Używane częstotliwości
W standardzie GSM 1800 używa się 374 częstotliwości rozłożone co 200 kHz (tak zwane DCS 1800 Band).
- 1710 MHz do 1785 MHz jako uplink, czyli częstotliwości na których telefony komórkowe nadają sygnał odbierany przez stacje bazowe.
- 1805 MHz do 1880 MHz jako downlink, czyli częstotliwości na których stacje bazowe nadają sygnał odbierany przez telefony komórkowe[3].

### Rozmiar komórek
Maksymalny zasięg komórki w systemie GSM 1800 nie przekracza około 8 km, to ograniczenie w porównaniu ze standardem GSM 900 bierze się głównie
z faktu, że do emisji sygnału na wyższych częstotliwościach trzeba użyć większej energii.
Komórki o niewielkich rozmiarach znakomicie nadają się do tworzenia sieci na obszarach gęsto zaludnionych, gdzie ze względu na duże natężenie ruchu telekomunikacyjnego potrzeba wielu komórek o dużej pojemności. W sytuacji w której na niewielkim obszarze znajduje się dużo komórek o dużym zasięgu (np. GSM 900) interferencje znacznie utrudniają stworzenie tzw. planu częstotliwości. Z tych powodów na początkowym etapie rozwoju sieci operatorzy na ogół starają się zapewnić pokrycie radiowe za pomocą systemu GSM 900 a wraz ze wzrostem natężenia ruchu zapewniają pojemność poprzez "zagęszczenie" sieci poprzez dodanie komórek DCS-owych.

### Współdziałanie z innymi standardami GSM
Wielu operatorów sieci w standardzie GSM 1800, stara się też (o ile umożliwiają im to uzyskane licencje) budować sieci w standardzie GSM 900 (taka sytuacja występuje na przykład w Polsce).
W takim przypadku istnieje wspólna sieć szkieletowa (ang. Core Network), a niezależnie rozwijane są systemy stacji bazowych dla obydwu standardów GSM.
Oferowane obecnie telefony umożliwiają transmisję w obu standardach, możliwe jest też przemieszczanie się podczas rozmowy pomiędzy stacjami bazowymi pracującymi w różnych standardach bez utraty połączenia (handover).